# Роберт Кох
 Роберт Хайнрих Херман Кох (на немски: Robert Heinrich Hermann Koch) е германски лекар и учен, един от основателите на микробиологията и бактериологията. Основните му приноси за медицината са откриването на причинителите на болестите туберкулоза, холера, антракс. Носител на Нобелова награда за медицина за 1905 г. „за откритието и изследването на причинителя на туберкулозата“. Член на Кралската шведска академия на науките.

## Биография
Роден е на 11 декември 1843 г. в Клаустал, Кралство Хановер (днес в Германия), в семейството на беден миньор. Още като дете родителите му забелязват неговия гений – той сам успява на 5-годишна възраст да се научи да чете от вестници. В гимназията проявява силен интерес към биологията и през 1862 г. започва да следва медицина в Гьотингенския университет. След дипломирането си през 1866 г. е лекар в различни провинциални градове. По това време бива силно повлиян от вижданията на видни имена в същата област, начело с Якоб Хенле (негов преподавател в Гьотинген) и неговата теория, че инфекциозните болести се причиняват от живи, паразитни организми (публикувана още през 1840 г.), а по-късно и от „бащата на патологията“, Рудолф Вирхов.
След завършването на университета през 1866 г. работи шест месеца в Берлин. През 1870 г. се записва като доброволец във Френско-пруската война. След войната става областен отговорник по медицинските въпроси на Волщайн, където създава малка лаборатория. Оборудван с микроскоп, микротом и саморъчно направен инкубатор той започва да изучава отначало водорасли и след това ни организми.
От 1885 до 1891 г. е професор в Берлинския университет, а от 1891 до 1904 г. е директор на Института по инфекциозни болести в Берлин, който по-късно започва да носи неговото име.
Умира на 27 май 1910 г. в Баден-Баден на 66-годишна възраст.

## Научна дейност
Той е един от първите, които използват животни за опити с болестотворни микроби. Роберт Кох предлага екстракт от туберкулозни бацили за лечение на туберкулозата. Този екстракт е наречен по-късно туберкулин. В наши дни туберкулинът се използва само за диагностика.
Работата на Роберт Кох има огромно значение за развитието на микробиологията. Той и неговите ученици въвеждат в микробиологичната практика твърдите хранителни среди, което прави възможно изолирането и култивирането на микробните култури; разработват теорията за чистата култура и методи за получаване на чисти култури; утвърждават основния принцип за работа с микроорганизми – принципа за стерилност; усъвършенстват методите за стерилизация (убиване на микроорганизми); въвеждат анилиновите бои за оцветяване на микробни препарати, имерсионния обектив и кондензора на Аббе при микроскопско наблюдение, микрофотографирането.
Голяма е ролята на Кох при изучаване на патогенните микроорганизми. Доказва значението на Bacillus anthracis в етиологията на антракса, изолира холерния вибрион и причинителя на туберкулозата Mycobacterium tuberculosis. Получава препарата туберкулин, който се оказва отлично диагностично средство за това заболяване, прилагано и днес. Въвежда дезинфекцията в борбата с вредните микроорганизми. Многобройните негови ученици, станали световноизвестни бактериолози, продължават неговото дело – открити са причинителите на дифтерията и коремния тиф, за пръв път е изолиран организъм, който използва като азотен източник молекулния азот от въздуха (аеробната азотфиксираща бактерия Azotobacter chroococcum), провеждат изследвания върху дрождите, въвеждат методи за изолиране на чисти култури от единични клетки.
Експериментите на „великия“ Кох, както го наричали неговите съвременници, освен големите открития, имат като резултат и разработване и усъвършенстване на основните методи за микробиологична работа. Това полага началото на бурното развитие на микробиологията. За кратко време са открити причинителите на повечето инфекциозни заболявания, разработени са научно обосновани санитарно-хигиенни мероприятия, предложени са ваксини за редица заболявания, установява се физиологичното разнообразие на микроорганизмите и се открива хемосинтезата и автотрофното хранене при бактериите, разработват се прости и оригинални методи за изследване на почвените микроорганизми, започва приложението на микроорганизмите за производство на биологично активни вещества.

## За него
- Brock, Thomas D. Robert Koch: A Life in Medicine and Bacteriology.   Washington, D.C., ASM Press, 1999. ISBN 978-1-55581-143-3. OCLC 39951653.
- Morris, Robert D. The blue death: disease, disaster and the water we drink.   New York, Harper Collins, 2007. ISBN 978-0-06-073089-5. OCLC 71266565.
- Gradmann, Christoph. Laboratory Disease: Robert Koch's Medical Bacteriology.   Baltimore, Johns Hopkins University Press, 2009. ISBN 978-0-8018-9313-1.
- Weindling, Paul. „Scientific elites and laboratory organization in fin de siècle Paris and Berlin: The Pasteur Institute and Robert Koch’s Institute for Infectious Diseases compared“, in Andrew Cunningham and Perry Williams, eds. The Laboratory Revolution in Medicine (Cambridge University Press, 1992) pp: 170 – 88.